# Уилям Хоуп Ходжсън
Уилям Хоуп Ходжсън (на английски: William Hope Hodgson) е английски писател, автор на произведения в жанра хорър, научна фантастика, приключенски роман, фентъзи, социална драма и документалистика.

## Биография и творчество
Уилям Хоуп Ходжсън е роден на 15 ноември 1877 г. в Блекмор Енд, Есекс, Англия, в семейство с дванадесет деца. Баща му е англикански свещеник, поради което семейството често се мести. Израствайки в Голуей на западния бряг на Ирландия, той обича морето и напуска дома си на 13-годишна възраст, за да стане моряк. Първоначално не е приет, но впоследствие е приет за юнга в търговския флот. През 1891 г. започва четиригодишното му обучение, като едновременно учи джудо за собствена защита срещу по-възрастните моряци. От 1895 г. посещава две години техническо училище в Ливърпул, а от 1897 г. се връща в морето като трети помощник-капитан. Отличен е от Кралското хуманно общество, за това, че рискува живота си, за да спаси моряк от удавяне във води, гъмжащи от акули. Заедно с работата си се запалва по фотографията и снима морето и бурите.
След като обикаля света три пъти, решава да се откаже от професията си и от плаването в морето през 1899 г., което отразява после в много от творбите си, като нещо внушаващо чувство на страх. През 1902 г. основава школа за физическо възпитание в Блекбърн, където преподава. Заедно с преподаването публикува статии по темата, които придружава със снимки на мускулестата си физика като културист. След известно време начинанието му се проваля финансово.
Около 1904 г. Ходжсън най-накрая се насочва към писателска кариера, допълвайки доходите си чрез фотографска работа. Първият му разказ „Богинята на смъртта“ е публикуван през 1904 г., а следващият, „Тропическият ужас“, е публикуван през 1905 г. В началото на творчеството си посвещава усилия на поезията, но няма успех.
Първият му роман „Корабокрушенците от „Глен Кариг“ от поредицата „Бездната“ е издаден през 1907 г. Историята представя вълнуващо пътешествие из странни и непознати територии, в което са смесени въображаеми ужаси с реални опасности, и е оформена като автентичен разказ, записан от сина на един от оцелелите моряци. През 1908 г. е издадена втората част от поредицата „Домът сред пущинака“, която получава положителни отзиви, а през 1909 г. и третата част – „Призрачните пирати“.
През 1910 г. се премества в Лондон. Въпреки добрия успех на трилогията, той остава сравнително и беден, поради което, вдъхновен от Алджърнън Блакуд, започва да пише комерсиални разкази, в които главен герой е окултния детектив Томас Карнаки, който разследва свръхестествени явления търсейки техните естествени причини. През 1912 г. е издаден романа му „Нощната земя“, разделен на две части, заради големия му обем. 
На 26 февруари 1913 г. се жени в Лондон за журналистката Бети Фарнуърт, редактор на женско списание. Те се преместват в южната част на Франция заради ниските разходи за живот. Когато избухва Първата световна война семейството се връща в Англия. Тай е обучен за артилерийски лейтенант. През 1916 г. получава сериозна травма на главата при падане и е демобилизиран. През 1917 г., след като се възстановява достатъчно, отново се записва като доброволец и изпълнява опасната задача на преден наблюдател на фронта при Ипер.
Уилям Хоуп Ходжсън умира при артилерийски обстрел на 19 април 1918 г. на връх Кемел близо до Ипер, Белгия.

## Произведения

### Самостоятелни романи
- Dream of X (1912)[1][2]
- The Night Land 1 и 2 (1912)
- The Luck of the Strong (1916)

посмъртно
- The Baumoff Explosive (1988)
- Fifty Dead Chinamen All in a Row (1988)
- The Heaving of the Log (1988)
- Homeward Bound (1988)
- The Mystery of the Ship in the Night (1988)
- Old Golly (1988)
- The Riven Night (1988)
- The Room of Fear (1988)
- The Terrible Derelict (1988)
- The Valley of Lost Children (1988)
- The Way of the Heathens (1988)
- From the Tideless Sea (1988)
- The Phantom Ship (1988)
- Sea-Horses (1988)

### Поредица „Бездната“ (The Abyss)
1. The Boats of the Glen Carrig (1907)[1][2][3]
Корабокрушенците от „Глен Кариг“, изд.: ИК „Изток-Запад“, София (2019), прев. Атанас Парушев
2. The House on the Borderland (1908)
Домът сред пущинака в сборника „Бащите на ужаса“, изд.: ИК „Изток-Запад“, София (2015), прев. Любомир Николов – Нарви
3. The Ghost Pirates (1909)

### Новели
- The Horse of the Invisible ()[1]
- The Voice in the Night (1907) [2]
- The Gateway of the Monster (1910)
- The Searcher of the End House (1910)
- The Stone Ship (1914)

### Сборници – частично
- The Ghost Pirates, A Chaunty, and Another Story (1909)[1]
- Carnacki the Ghost-Finder (1913)
- Men of the Deep Waters (1914)
- The Calling of the Sea (1920) – поезия
- The Voice of the Ocean (1921) – поезия

### Документалистика
- The Wandering Soul (2005)[1]

### Екранизации
- 1957 Suspicion – тв сериал
- 1963 Matango – по разказа The Voice in the Night
- 1971 The Rivals of Sherlock Holmes – тв сериал, 1 епизод, по разказа The Horse of the Invisible
- 2001 The Fear – тв сериал, 1 епизод
- 2020 Ghost Finder